# Viulen Ayvazyan
Viulen Ayvazyan (in armeno Վիուլեն Այվազյան?; Gyumri, 1º gennaio 1995) è un ex calciatore armeno, di ruolo attaccante.